# Николь (герцогиня Лотарингии)
Нико́ль Лотари́нгская (фр. Nicole de Lorraine; 3 октября 1608, Нанси — 20/23 февраля 1657, Париж) — герцогиня Лотарингии и Бара с 1 августа 1624 по 21 ноября 1625, затем — титулярная герцогиня. Дочь Генриха II Лотарингского и его жены Маргариты Мантуанской.
Отец хотел сделать Николь своей наследницей, поскольку у него не было сыновей. Французский король Генрих IV планировал в будущем женить своего сына и наследника Людовика на Николь Лотарингской, чтобы брачным соглашением раздвинуть границы Франции до Вогез. Однако убийство короля 14 мая 1610 года сделало вдовствующую королеву Марию Медичи регентшей при малолетнем сыне и наделило её властью, которой королева воспользовалась, чтобы устроить брак сына с испанской инфантой Анной.
Согласно завещанию Рене II, Лотарингия и Бар могли передаваться только по мужской линии. Одним из ближайших наследников был Шарль де Водемон, племянник герцога, и 23 мая 1621 года Николь вышла за него замуж. Детей у них не было.
Генрих II умер 31 июля 1624 г. Его брат Франсуа, отец Шарля де Водемона, предъявил свои права в качестве наследника, и 21 ноября 1625 года Генеральные штаты Лотарингии признали его в качестве герцога. Через 5 дней Франсуа отрёкся в пользу сына, который и стал герцогом Лотарингии под именем Карла IV.
Хотя его жена Николь считалась герцогиней Лотарингии, никакой властью она не пользовалась и была полностью отстранена от управления.
Карл IV неоднократно пытался развестись с Николь, но безуспешно — не мог получить папское благословение. В 1637 году он даже женился — на Беатрисе де Кюзанс, но был отлучён от церкви (1642), а их брак объявлен недействительным. Тогда он расстался со своей второй женой, с которой имел троих детей, считавшихся по каноническому праву незаконнорожденными.
В 1634 году Лотарингию и Бар оккупировали французские войска. Николь Лотарингскую увезли в Париж, где она и прожила всю оставшуюся жизнь.